# XIX Giochi del Sud-est asiatico
I XIX Giochi del Sud-est asiatico si sono svolti a Giacarta, in Indonesia, dall'11 al 19 ottobre 1997.

## Paesi partecipanti
Ai giochi hanno partecipato 4969 atleti provenienti da dieci nazioni:
- Brunei
- Cambogia
- Indonesia
- Laos
- Malaysia
- Birmania
- Filippine
- Singapore
- Thailandia
- Vietnam

## Discipline
In totale si sono disputati 233 eventi sportivi per 34 diverse discipline.

## Medagliere
*   Paese ospitante
| Posiz. | Nazione    | Oro | Argento | Bronzo | Totale |
| ------ | ---------- | --- | ------- | ------ | ------ |
| 1      | Indonesia* | 194 | 101     | 115    | 410    |
| 2      | Thailandia | 83  | 97      | 78     | 258    |
| 3      | Malaysia   | 55  | 68      | 75     | 198    |
| 4      | Filippine  | 43  | 56      | 108    | 207    |
| 5      | Vietnam    | 35  | 48      | 50     | 133    |
| 6      | Singapore  | 30  | 26      | 50     | 106    |
| 7      | Birmania   | 8   | 34      | 44     | 86     |
| 8      | Brunei     | 0   | 2       | 8      | 10     |
| 9      | Laos       | 0   | 0       | 7      | 7      |
| 10     | Cambogia   | 0   | 0       | 6      | 6      |
| Totale | Totale     | 448 | 432     | 541    | 1421   |